# Vojtěch Řepa
Vojtěch Řepa (Velká Bíteš, 14 agosto 2000) è un ex ciclista su strada ceco.

## Palmarès

### Strada
- 2020 (Topforex Lapierre Pro Cycling Team, due vittorie)

Campionati cechi, Prova in linea Under-23
Classifica generale Tour of Malopolska

#### Altri successi
- 2019 (Topforex Lapierre Pro Cycling Team)

Campionati cechi, Cronosquadre
- 2020 (Topforex Lapierre Pro Cycling Team)

Classifica giovani Tour of Malopolska
- 2022 (Equipo Kern Pharma)

Classifica giovani Giro di Slovenia

## Piazzamenti

### Grandi Giri
- Vuelta a España

2022: 76º

### Competizioni mondiali
- Campionati del mondo

Innsbruck 2018 - In linea Junior: 42º

### Competizioni europee
- Campionati europei

Zlín 2018 - In linea Junior: ritirato
Plouay 2020 - In linea Under-23: 3º